# Polestar

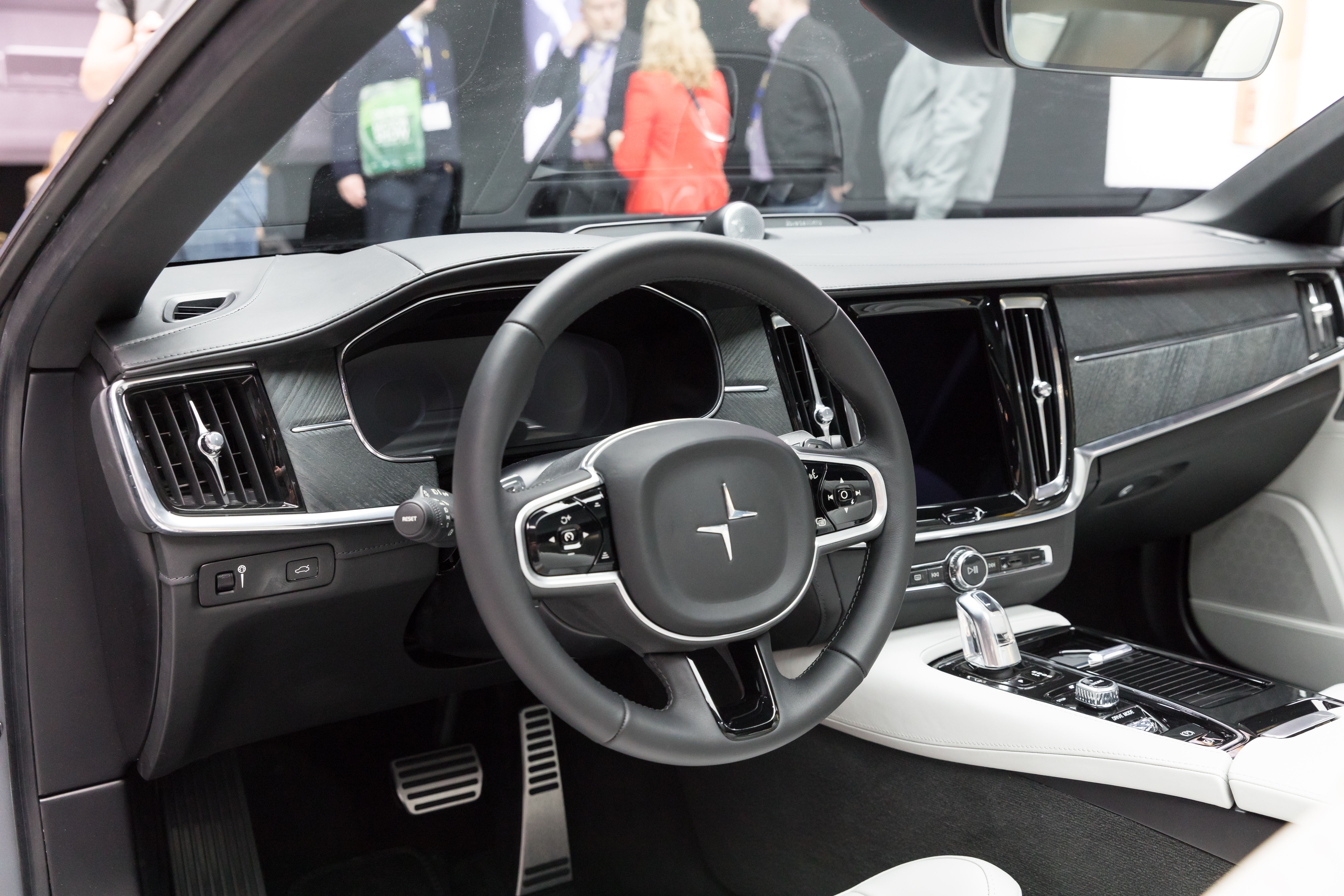
Polestar-Logo (ab 2018), hier auf dem Lenkrad

Polestar ist ein börsennotiertes Unternehmen der Automobilhersteller Volvo Car Corporation und Geely. Unter dem Namen Polestar Engineered arbeitet es als markeninterner Tuner und wird darüber hinaus seit 2017 auch als Eigenmarke für Hybrid- und Elektroautos geführt. Das Unternehmen ist seit dem 24. Juni 2022 unter dem Kürzel PSNY an der Nasdaq Börse gelistet; seitdem gehören noch 48,3 Prozent der zum Geely-Konzern gehörenden Volvo Car Corporation und etwa 39 Prozent der Zhejiang Geely Holding selbst. Im Februar 2024 reduzierte Volvo seine Beteiligung an dem defizitären Fahrzeughersteller auf 18 Prozent. Der Hauptsitz befindet sich in Torslanda außerhalb von Göteborg, Schweden. Die Fahrzeugproduktion findet bislang in China und den USA statt. CEO von Polestar ist Michael Lohscheller.

## Geschichte

### Rennsportteam und Tuningabteilung von Volvo (1996–2017)
Das Unternehmen geht auf das 1996 von Jan „Flash“ Nilsson als Flash Engineering gegründete Rennsportteam zurück. Christian Dahl kaufte das Team 2004 und benannte es 2005 in Polestar Racing um. Nachdem Dahl die Polestar Performance Road Car Division und die Marke Polestar an Volvo verkauft hatte, wurde das Team 2015 in Cyan Racing umbenannt und von ihm als unabhängiges Rennsportteam weiterbetrieben.
Die Tuningabteilung bezeichnet sich selbst seit 2018 als Engineered Cars. Das erste Modell ist der Volvo S60 Polestar Engineered. Vorher hießen die Modelle z. B. Volvo S60 Polestar und waren an einem hellblauen („Rebel Blue“), rechteckigen Logo im Kühler zu erkennen. In der Swedish Touring Car Championship (STCC) ist Volvo weiterhin vertreten.

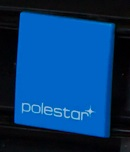
Logo
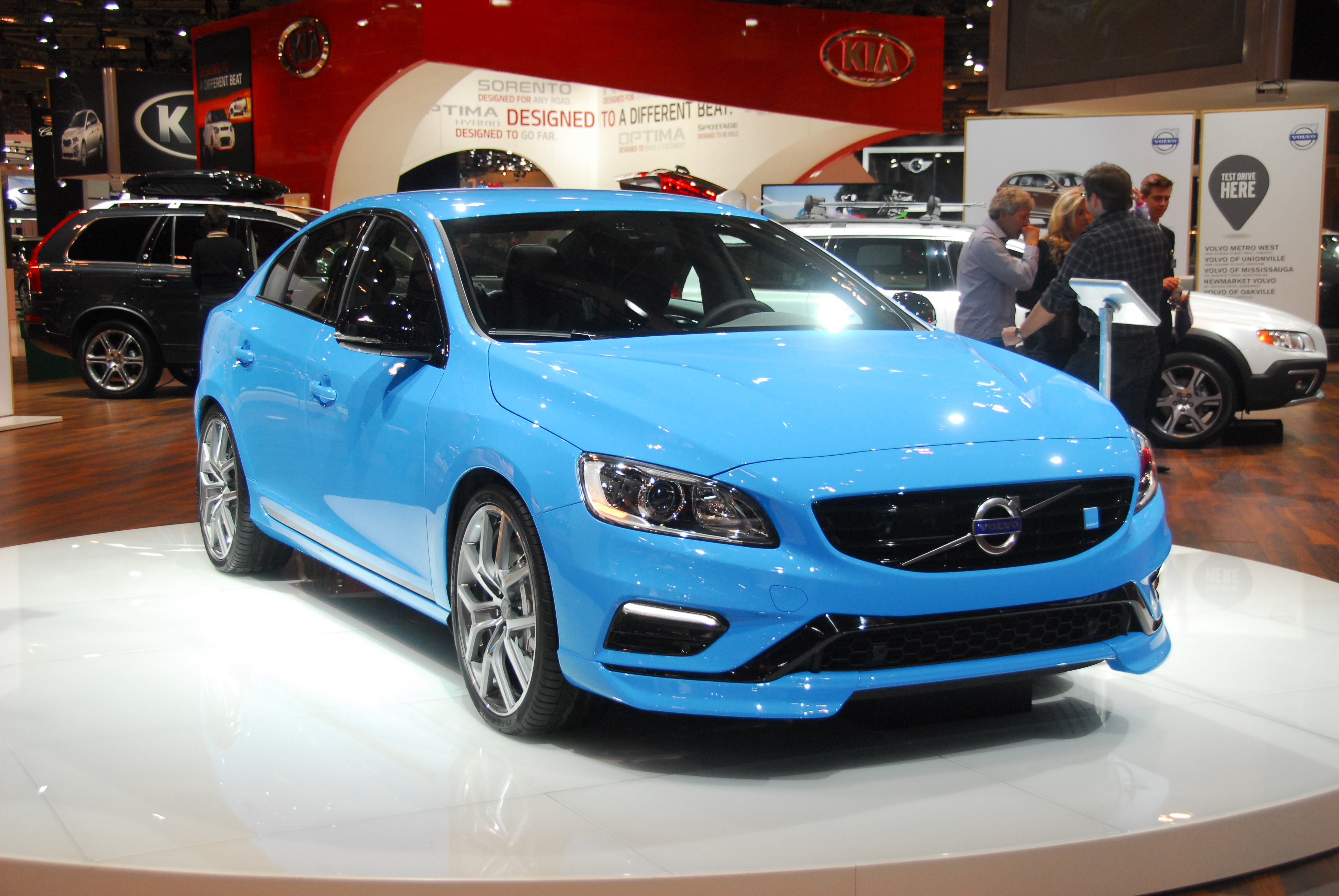
Volvo S60 Polestar
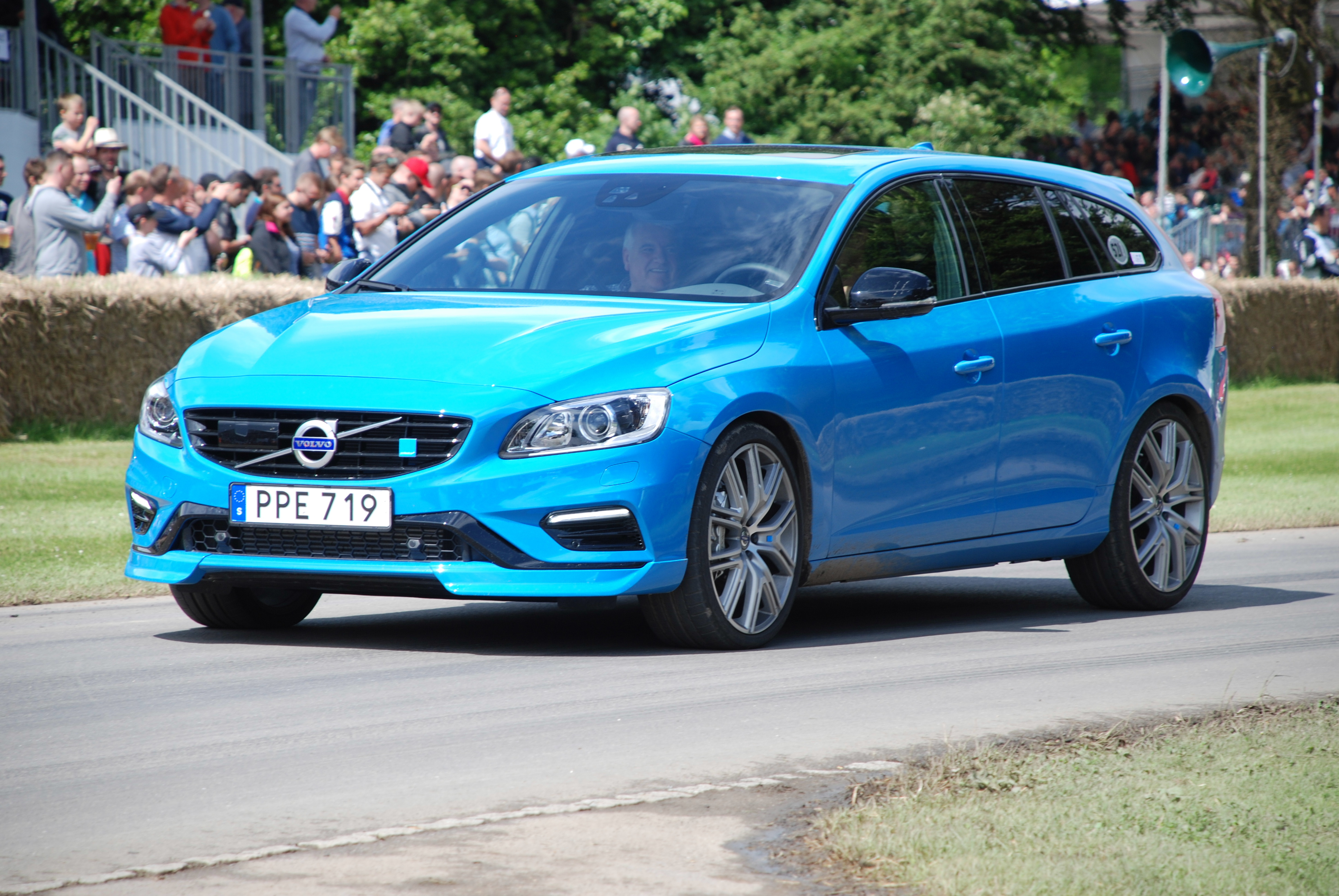
Volvo V60 Polestar
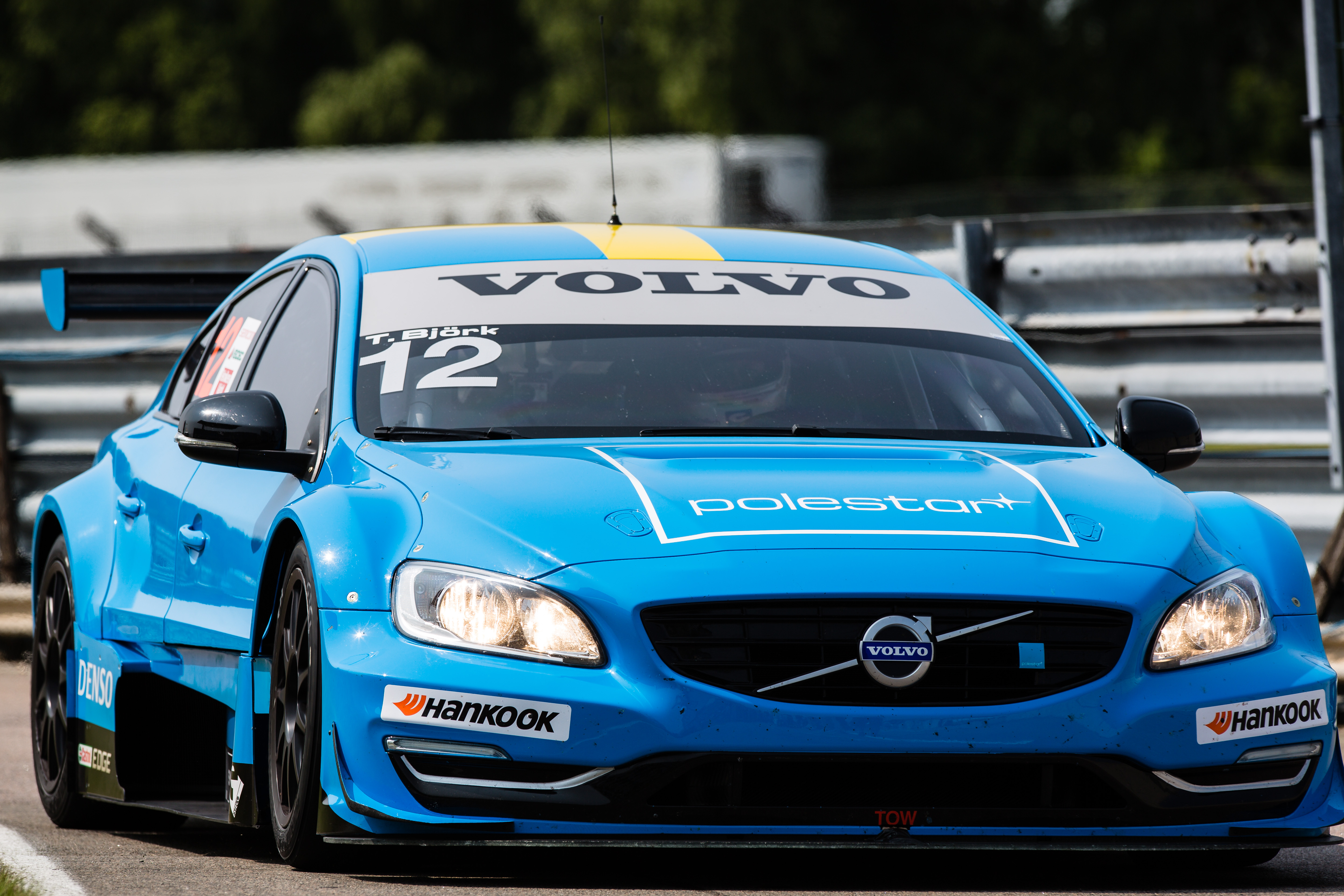
Tourenwagen aus der STCC

### Eigenständige Marke (seit 2017)
Im Oktober 2017 gaben Volvo Cars und die Geely Holding bekannt, dass Polestar eine eigenständige Marke mit Schwerpunkt auf Elektroautos werden soll. Im selben Monat wurde das erste Modell, das Hybridfahrzeug Polestar 1, vorgestellt.
Der Hauptsitz des Unternehmens befindet sich bei Göteborg. Der Vertrieb erfolgt im Wesentlichen über das Internet, ausgeliefert werden die Bestellungen über einige wenige Ausstellungsräume.

### Produktion bald auch in Europa
Im Januar 2025 wurde in einer Pressekonferenz mitgeteilt, dass das neueste Modell, der Polestar 7, ein SUV, in Europa produziert werden soll, ein genauer Standort stehe aber noch nicht fest. Ins Visier wurden die Länder Deutschland und Frankreich genommen. Dieser Entscheidung zugrunde liegen die Vorteile wie: die Herstellung erfolgt auf dem „Heimatkontinent“, „die Kosten sind wegen des Wegfalls der langen Schiffstransportwege von den bisherigen Produktionsstätten in China und in den USA deutlich geringer“ und „es geht auch natürlich um den Schutz vor Zöllen“.
Unabhängig von diesem Plan sollen für eine angestrebte Erhöhung der Verkaufszahlen bis zu 300 Autohändler weltweit gewonnen werden. Damit soll durchschnittlich der Verkauf um 30 bis 35 Prozent gesteigert werden. Schon 2025 will das Unternehmen in die Gewinnzone kommen.

## Modelle

### Konzeptfahrzeuge
Nach verschiedenen Konzeptfahrzeugen unter der Marke Volvo (z. B. Volvo S/V60 Polestar Drive-E) wurde im Oktober 2017 das erste Fahrzeug unter der Marke Polestar der Öffentlichkeit vorgestellt: der Polestar 1, ein 2+2-Sitzer mit 441 kW (609 PS). In dem Hybridfahrzeug arbeiten zwei Elektromotoren (zusammen 160 kW/218 PS) und ein 281 kW (382 PS) starker Zweiliter-Ottomotor.

### Serienfahrzeuge
Im Februar 2019 folgte die Vorstellung des Polestar 2 als erstes rein batteriebetriebenes Fahrzeug der Volvo-Submarke. Die Designstudie Polestar Precept wurde im Februar 2020 präsentiert und zeigt, wie ein sportlicher Viertürer der Marke aussehen könnte. Der Polestar O2 Concept, der im März 2022 vorgestellt wurde, zeigt einen Ausblick auf einen elektrisch angetriebenen Roadster. Das erste SUV der Marke ist der Polestar 3, der im Oktober 2022 präsentiert wurde. Zwischen 2 und 3 ist der Polestar 4 positioniert, der als SUV-Coupé vermarktet wird und im April 2023 auf der Shanghai Auto Show vorgestellt wurde. Auf der IAA 2023 debütierte der Polestar Synergy Concept, der einen Ausblick auf einen Supersportwagen der Marke zeigt. Auf dem Goodwood Festival of Speed im Juli 2024 wurde der Polestar Concept BST gezeigt.

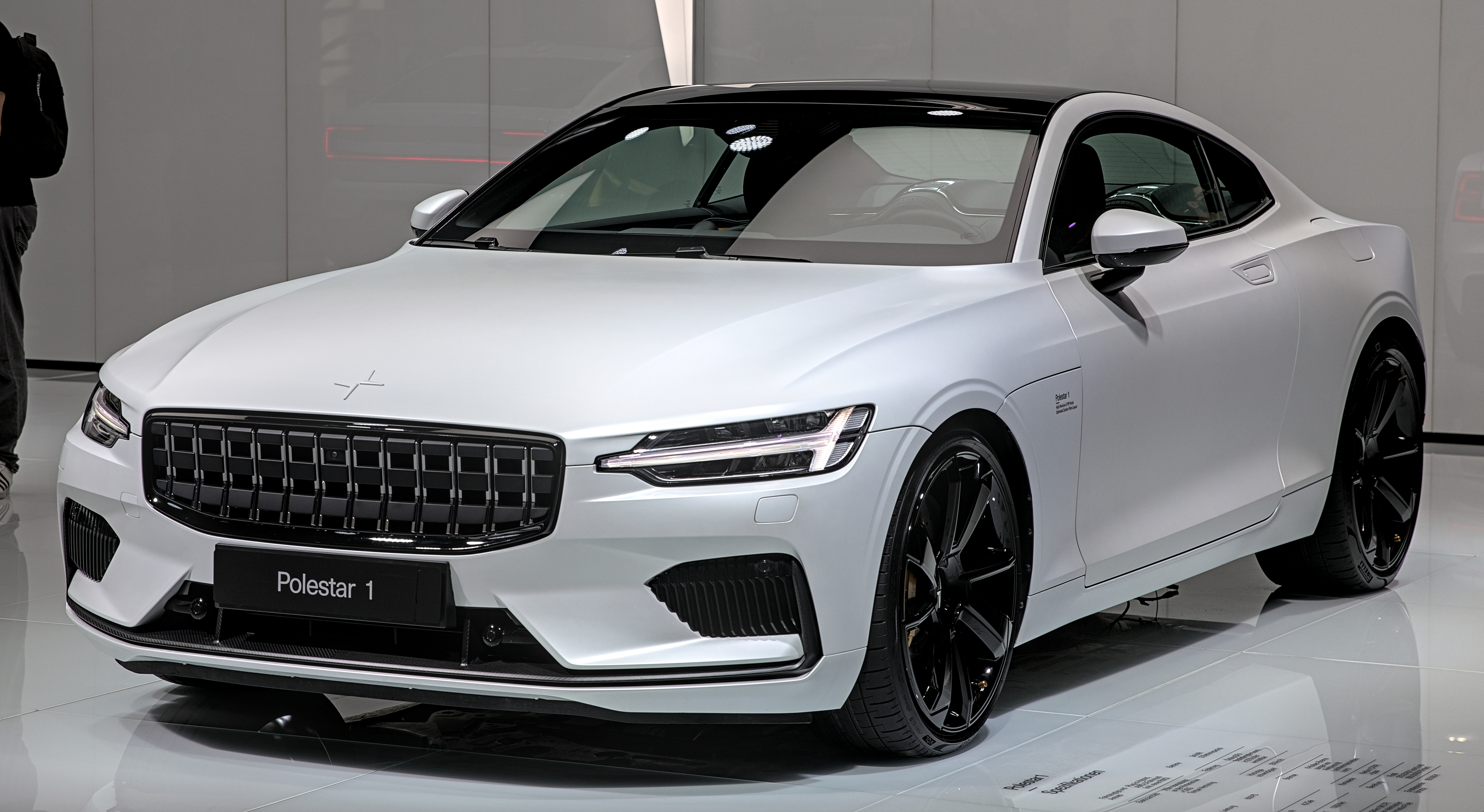
Polestar 1, 2018–2021, 1500 Exemplare
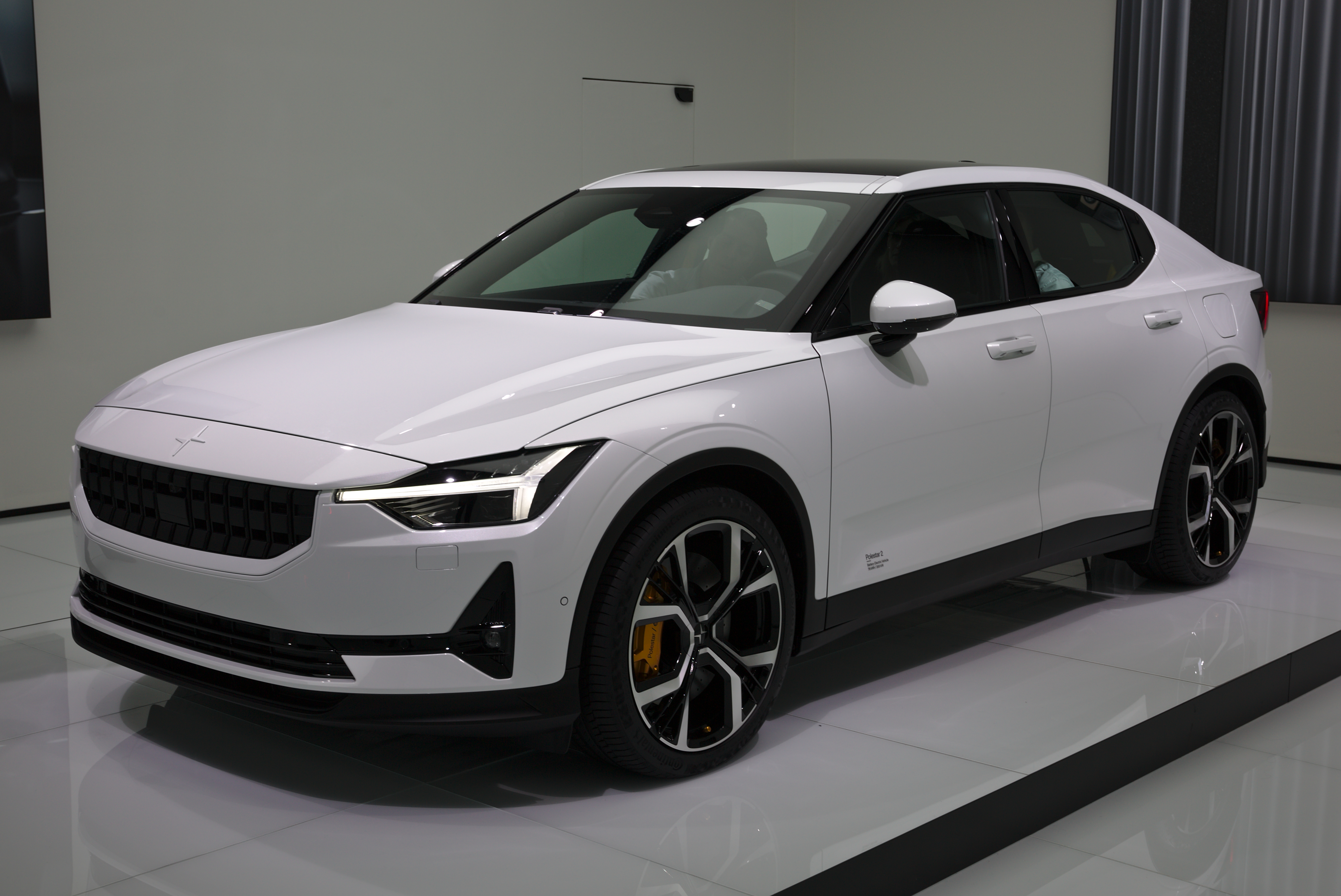
Polestar 2, seit 2020
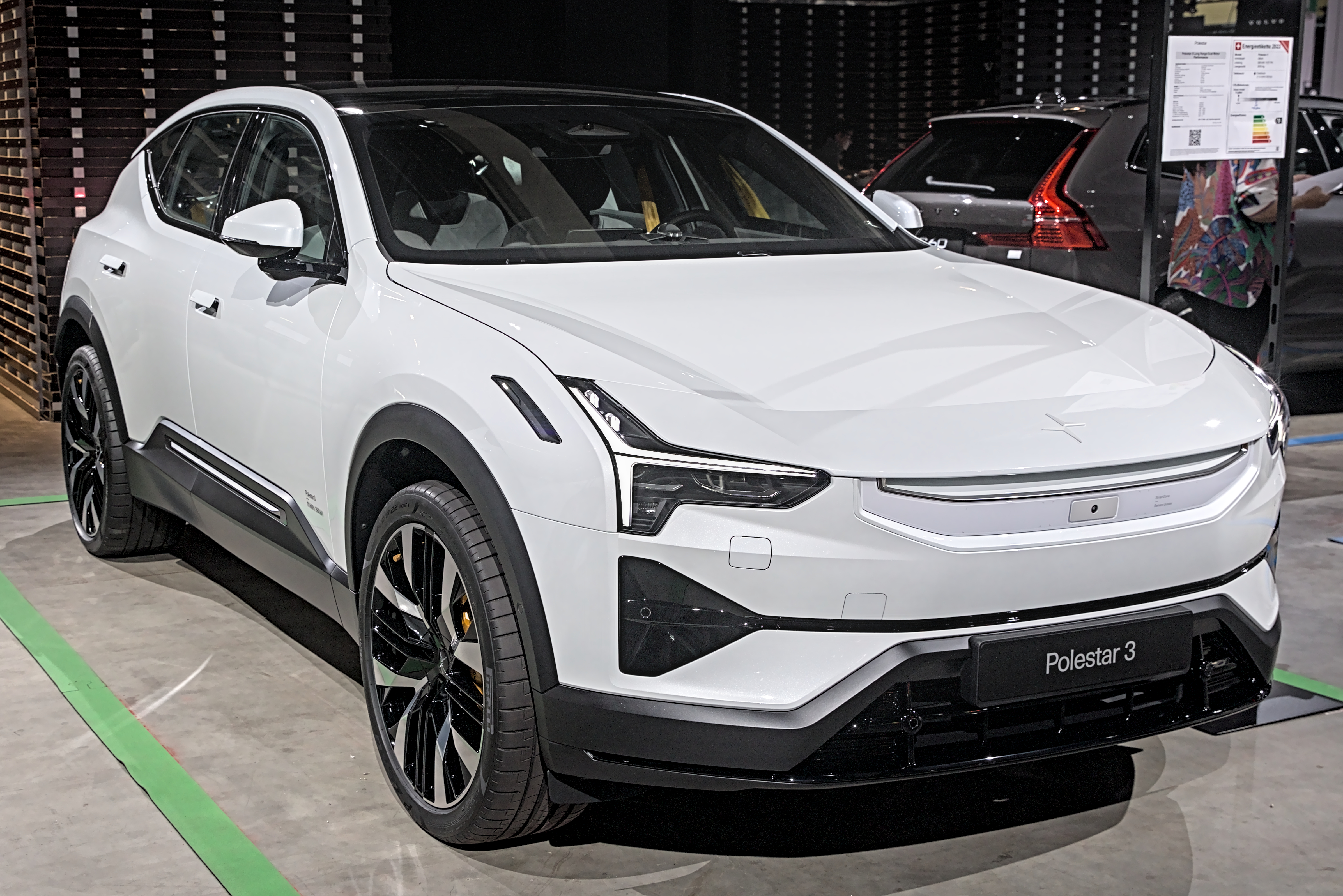
Polestar 3, seit 2024
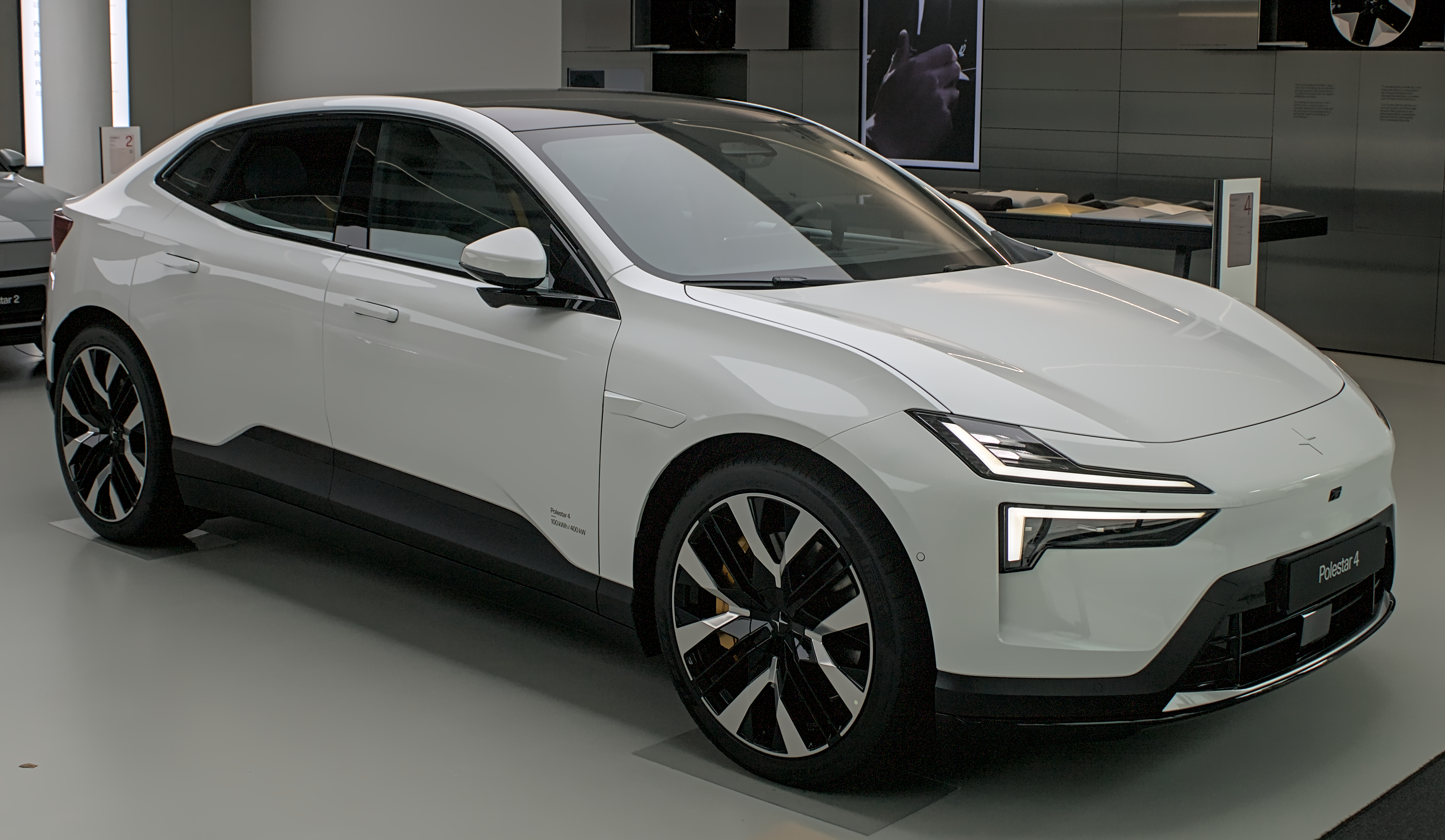
Polestar 4, seit 2023

### Studien

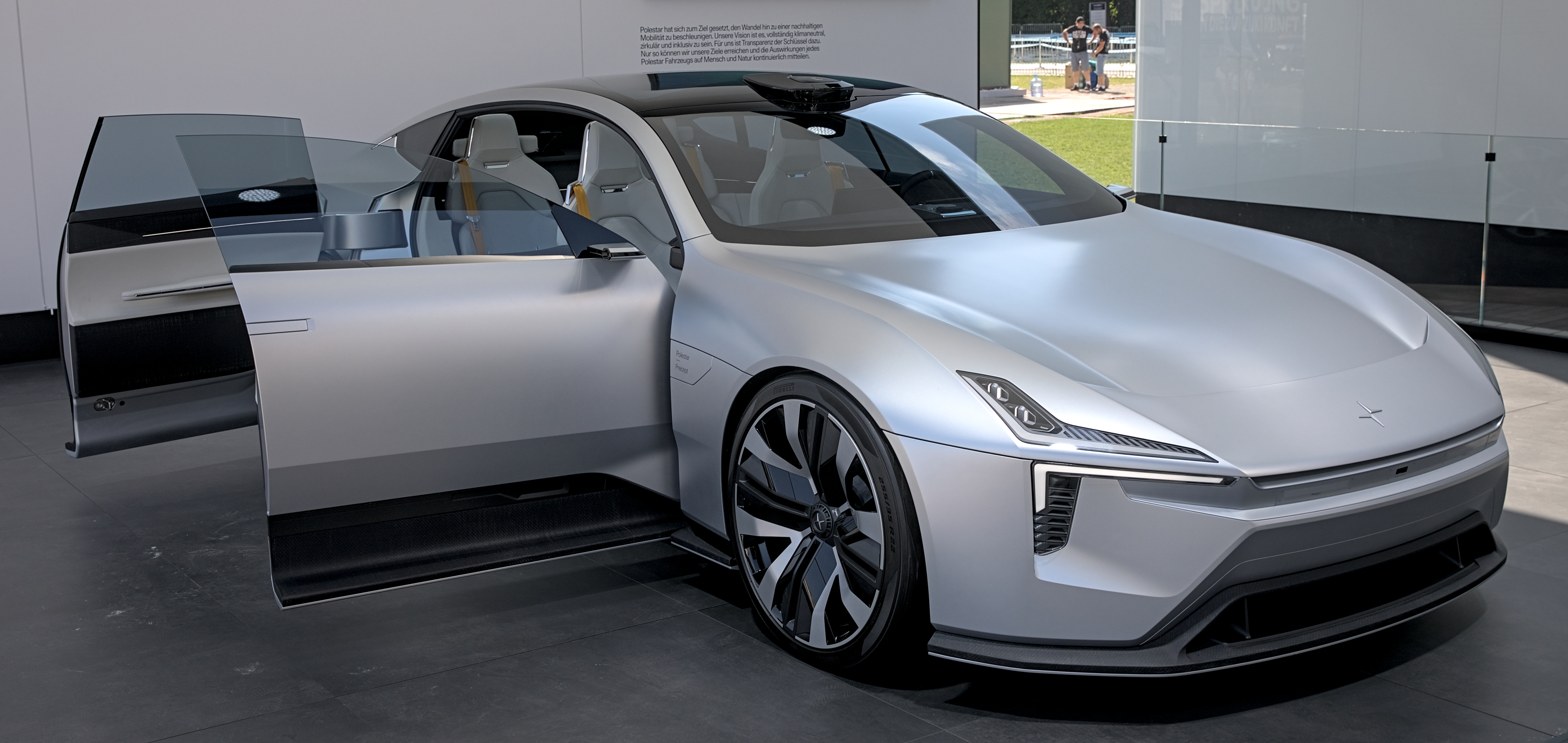
Polestar Precept auf der IAA 2021
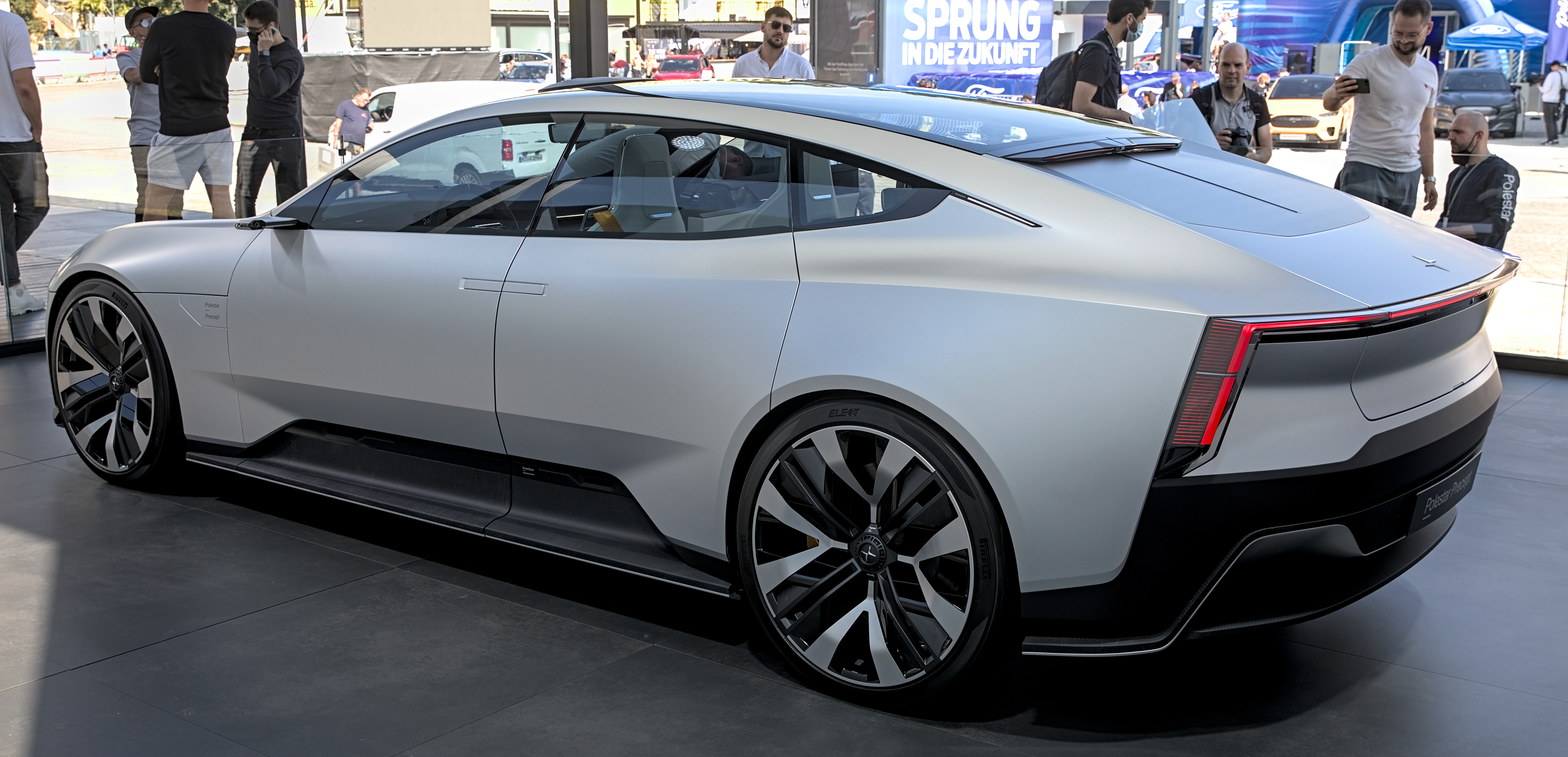
Heckansicht
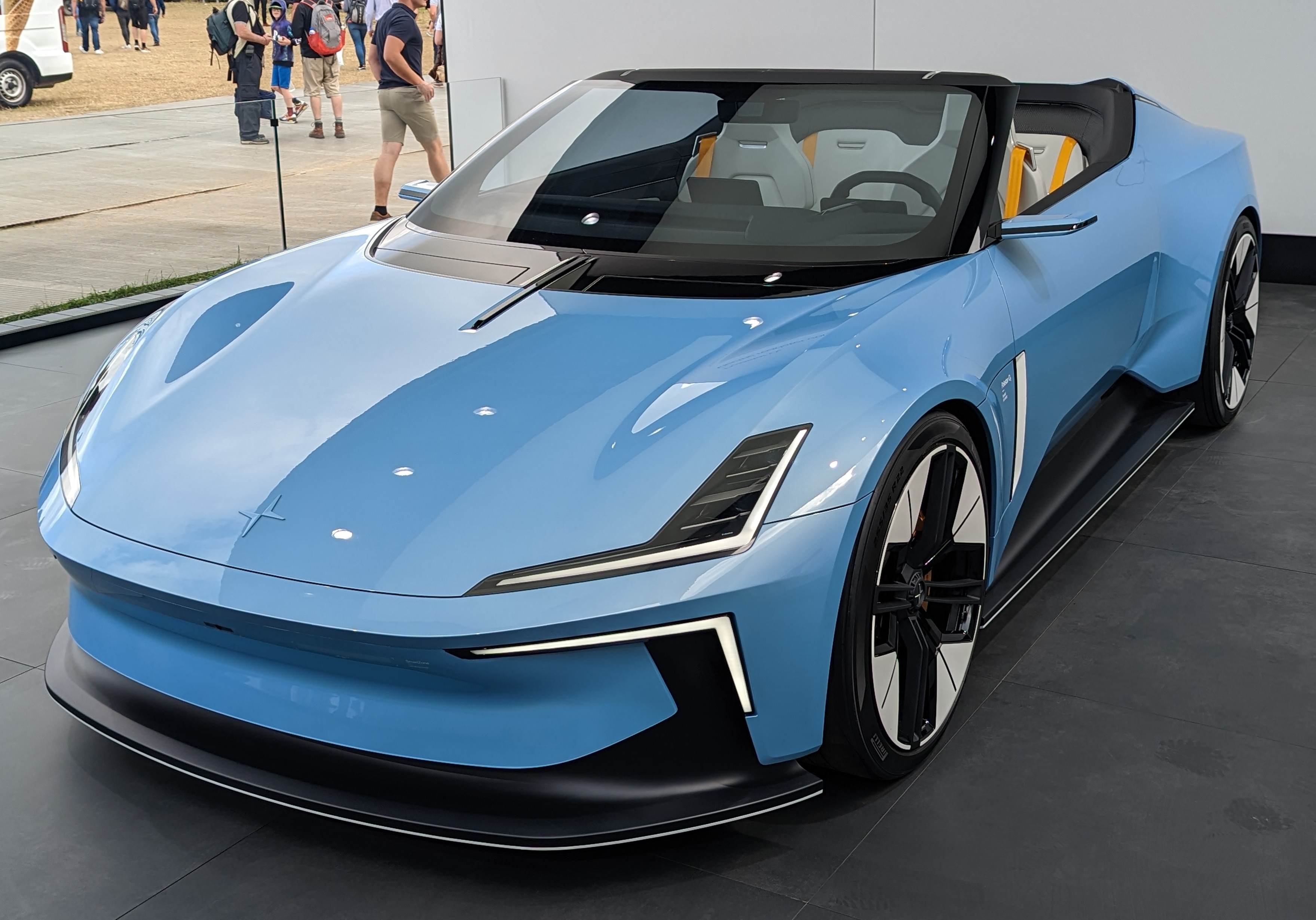
Polestar O2 Concept auf dem Goodwood Festival of Speed 2022
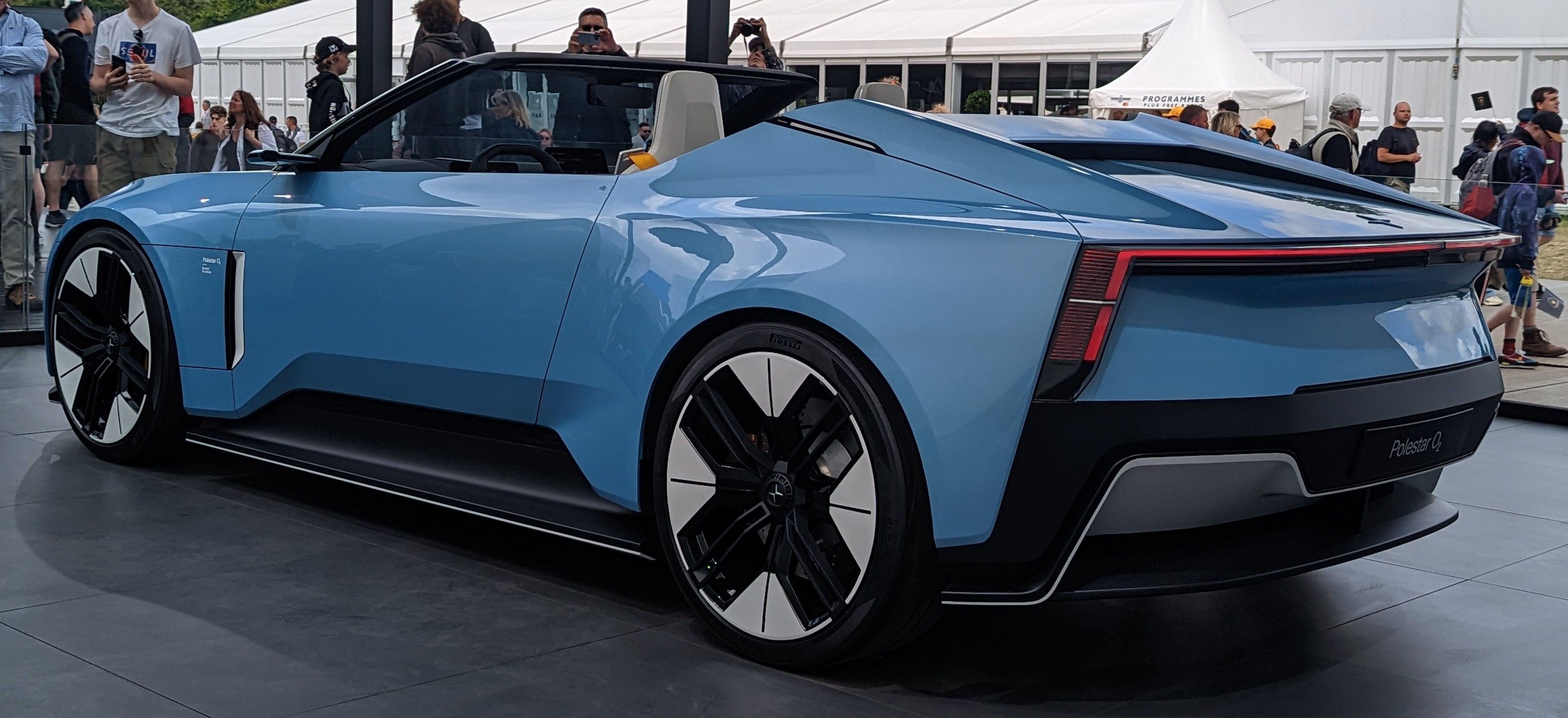
Heckansicht
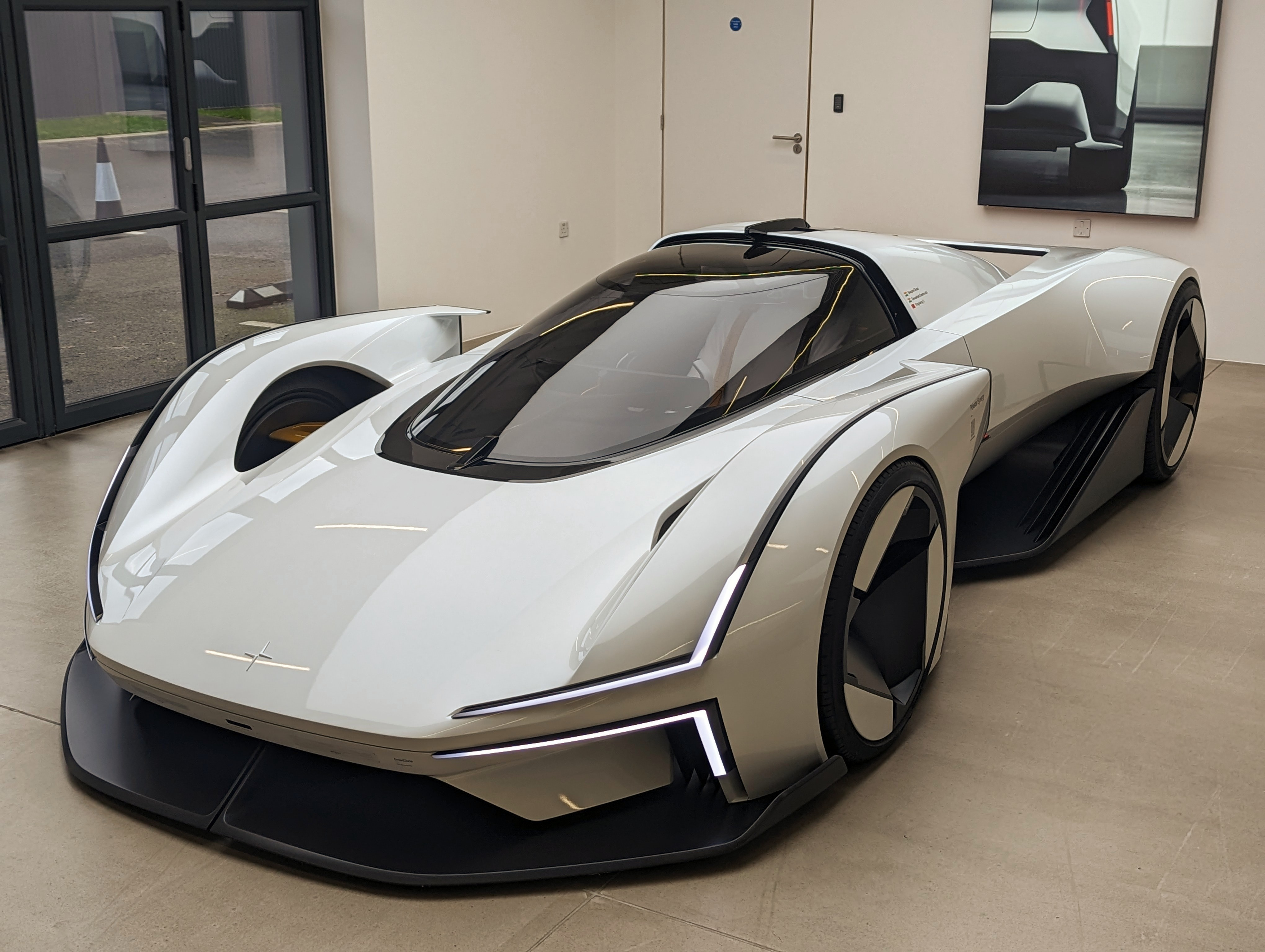
Polestar Synergy Concept, 2023
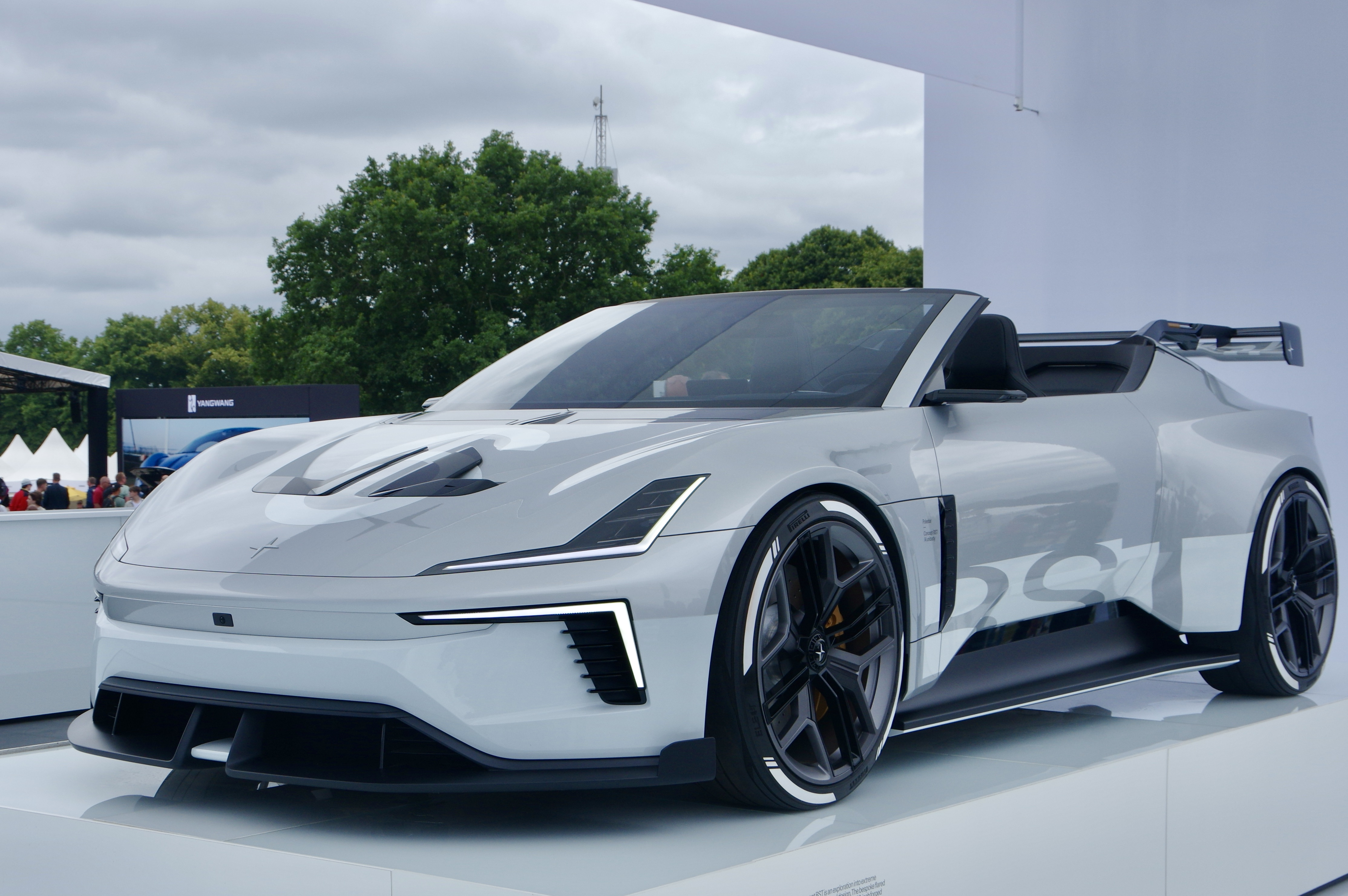
Polestar Concept BST auf dem Goodwood Festival of Speed 2024

## Börsengang
Im November 2021 kündigte Polestar einen Börsengang via die Fusion mit einem SPAC an und ist seit dem 24. Juni 2022 an der Nasdaq gelistet. Bei dem Börsengang nahm das Unternehmen 890 Millionen Dollar ein, die vor allem in die Entwicklung neuer Modelle fließen sollen. Hollywoodstar Leonardo DiCaprio hat in das Unternehmen investiert.

## Fahrzeugverkäufe
Die Zahl der ausgelieferten Fahrzeuge hat sich wie folgt entwickelt:
| Quartal                    |         |  | Stück  |        |
| 2022 Q3                    | 2022 Q3 |  | 9.239  | 9.239  |
| 2022 Q4                    | 2022 Q4 |  | 21.000 | 21.000 |
| 2023 Q1                    | 2023 Q1 |  | 12.100 | 12.100 |
| 2023 Q2                    | 2023 Q2 |  | 15.800 | 15.800 |
| 2023 Q3                    | 2023 Q3 |  | 13.976 | 13.976 |
| 2023 Q4                    | 2023 Q4 |  | 12.800 | 12.800 |
| 2024 Q1                    | 2024 Q1 |  | 7.200  | 7.200  |
| 2024 Q2                    | 2024 Q2 |  | 13.000 | 13.000 |
| 2024 Q3                    | 2024 Q3 |  | 11.900 | 11.900 |
| Verkaufszahlen pro Quartal |         |  |        |        |